# Thực phẩm tiện lợi

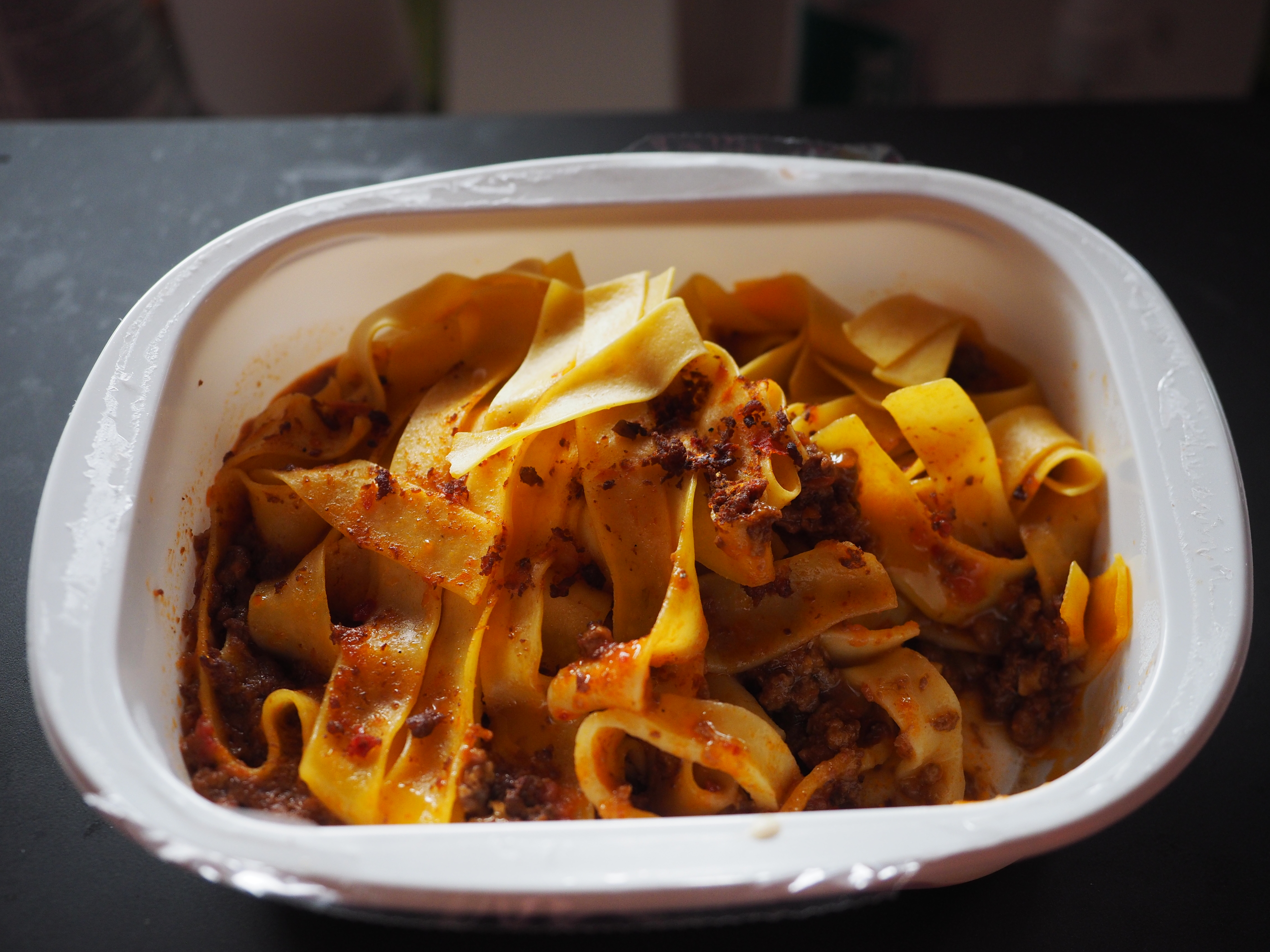
Một món mì tiện lợi

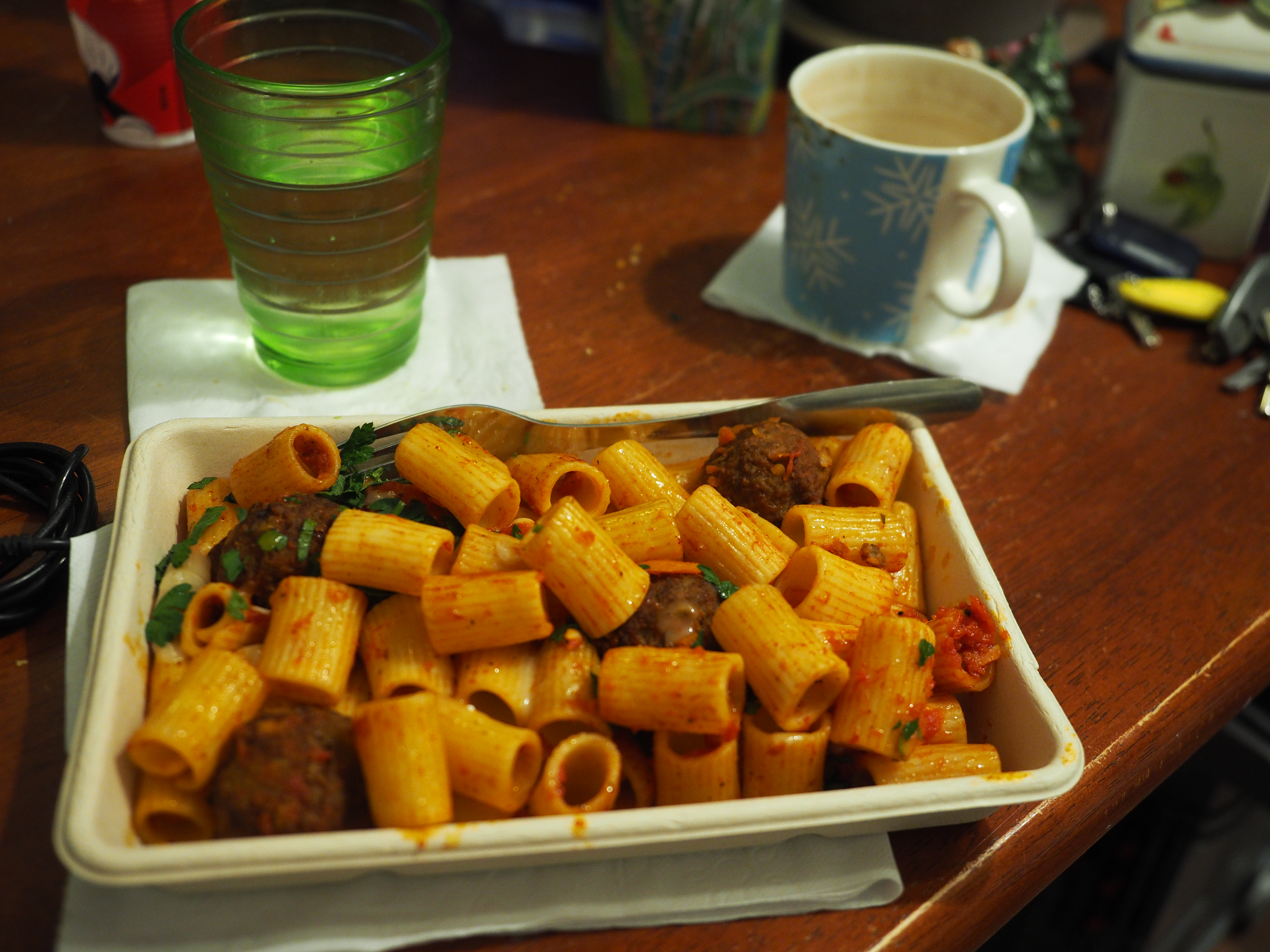
Mì ống nui trong một món ăn tiện lợi

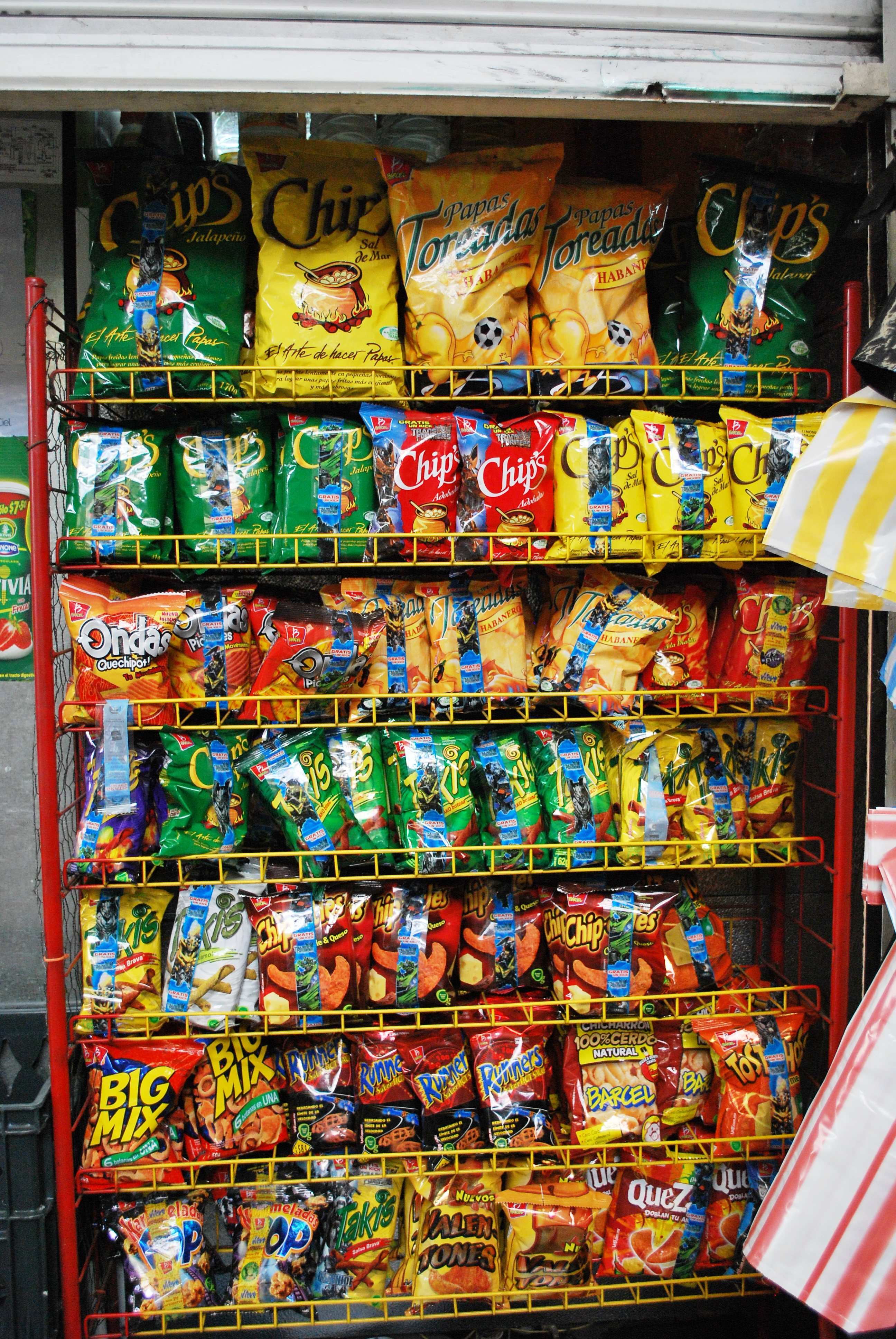
Một giá thực phẩm ăn nhẹ tiện lợi, bao gồm khoai tây chiên

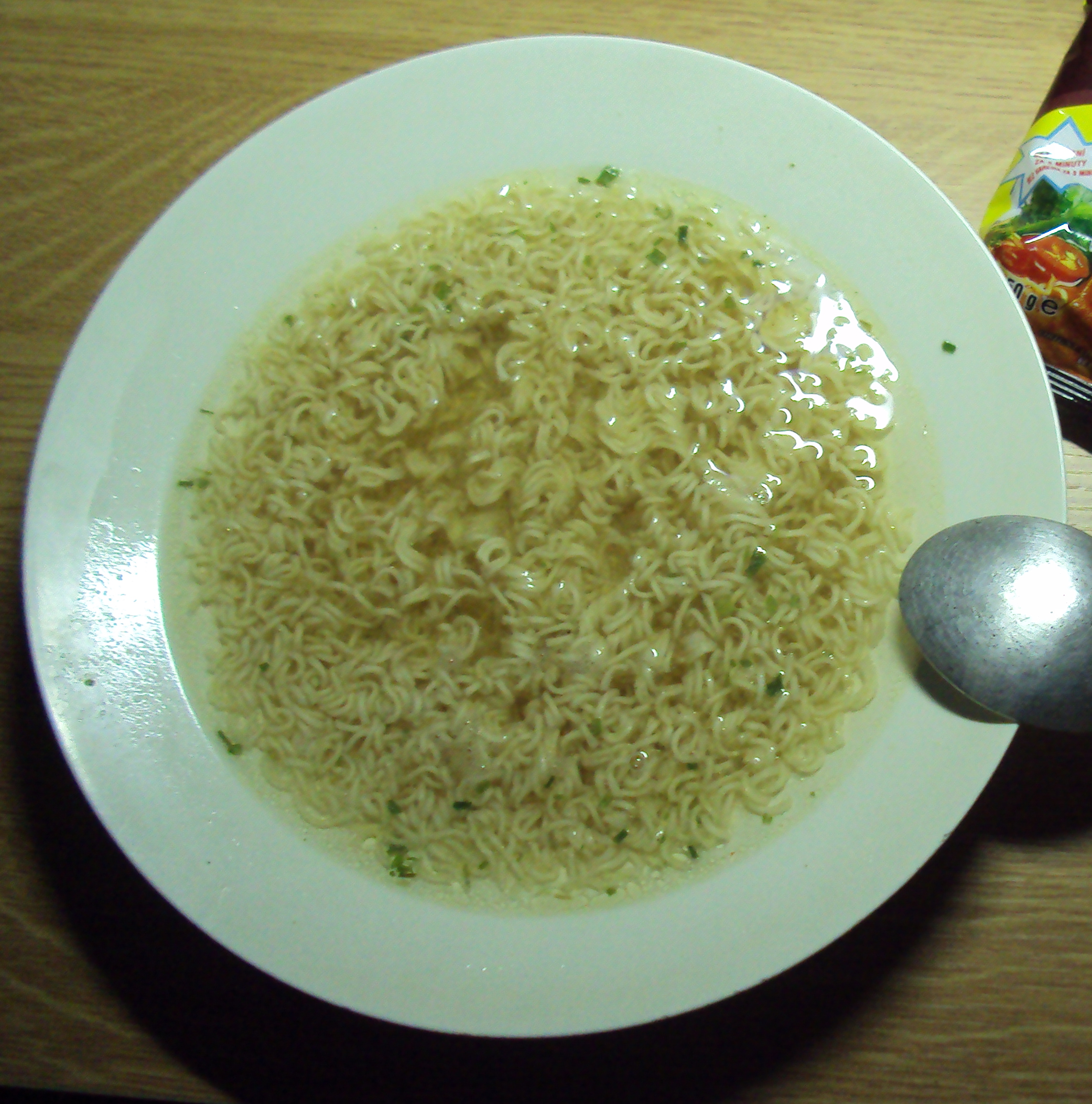
Mì ramen ăn liền ở Việt Nam

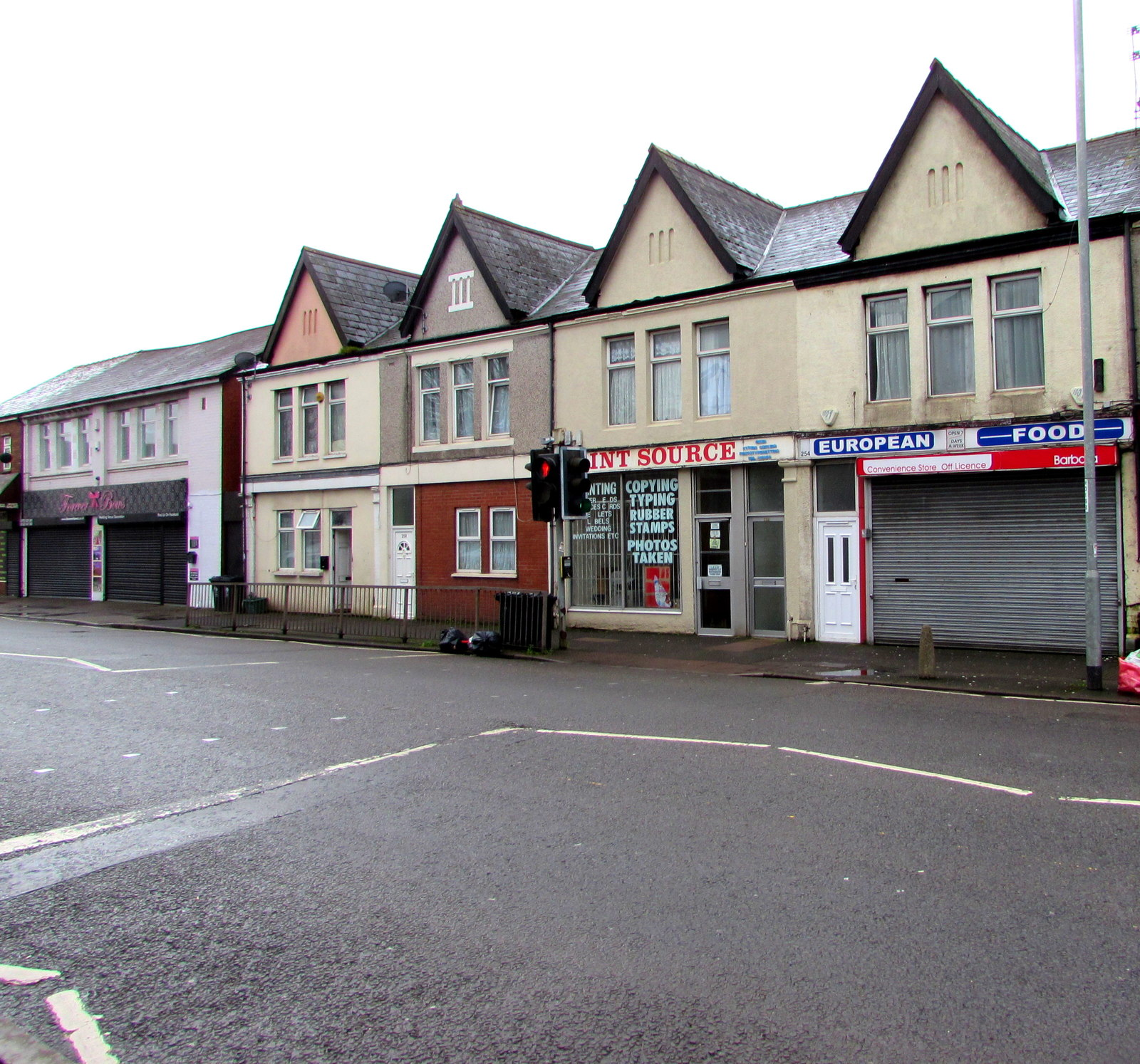
Một cửa hàng thực phẩm tiện lợi ở châu Âu

Thực phẩm tiện lợi, hoặc thực phẩm chế biến mức thứ ba, là thực phẩm được chuẩn bị để bán (thường thông qua chế biến) để tối ưu hóa thực phẩm cho dễ tiêu thụ. Thực phẩm như vậy thường sẵn sàng để ăn mà không cần chuẩn bị thêm. Nó cũng có thể dễ dàng mang đi, có thời hạn sử dụng dài hoặc kết hợp của các đặc điểm thuận tiện như vậy. Mặc dù các bữa ăn tại nhà hàng đáp ứng định nghĩa này, thuật ngữ này hiếm khi được áp dụng cho chúng. Thực phẩm tiện lợi bao gồm các sản phẩm khô ăn liền, thực phẩm đông lạnh như bữa tối trên TV, thực phẩm ổn định trên kệ, hỗn hợp đã chuẩn bị như hỗn hợp bánh và thực phẩm ăn nhẹ.
Bánh mì, phô mai, thức ăn mặn và các thực phẩm chế biến sẵn khác đã được bán trong hàng ngàn năm nay. Các loại khác được phát triển với những cải tiến trong công nghệ thực phẩm. Các loại thực phẩm tiện lợi có thể thay đổi theo quốc gia và khu vực địa lý. Một số thực phẩm tiện lợi đã nhận được sự chỉ trích do lo ngại về hàm lượng dinh dưỡng và cách đóng gói của chúng có thể làm tăng chất thải rắn trong bãi rác. Các phương pháp khác nhau được sử dụng để làm giảm các khía cạnh không lành mạnh của thực phẩm được sản xuất thương mại và chống lại bệnh béo phì ở trẻ em.
Thực phẩm tiện lợi được chuẩn bị để dễ tiêu thụ. Các sản phẩm được chỉ định là thực phẩm tiện lợi thường được bán dưới dạng các món ăn nóng, sẵn sàng để ăn; như sản phẩm ổn định trên kệ ở nhiệt độ phòng; hoặc như các sản phẩm thực phẩm đông lạnh cần chuẩn bị tối thiểu (thường chỉ cần làm nóng là có thể sử dụng ngay). Thực phẩm tiện lợi cũng đã được mô tả là thực phẩm đã được tạo ra để "làm cho chúng hấp dẫn hơn đối với người tiêu dùng." Thực phẩm tiện lợi và nhà hàng tương tự nhau ở chỗ chúng tiết kiệm thời gian. Chúng khác nhau ở chỗ thức ăn của nhà hàng đã sẵn sàng để ăn, trong khi thực phẩm tiện lợi thường đòi hỏi phải chuẩn bị thô sơ. Cả hai thường tốn nhiều tiền hơn và ít thời gian hơn so với nấu ăn tại nhà ngay từ đầu.